# 穆罕默德·哈米德·安萨里
穆罕默德·哈米德·安萨里（1937年4月1日—）是印度第12任副总统。他曾是印度国家少数民族委员会主席。他还是阿里格尔穆斯林大学前副校长、学者、职业外交家。2007年8月10日被选为印度副总统，8月11日就职。